# イーゾラ・デル・グラン・サッソ・ディターリア
イーゾラ・デル・グラン・サッソ・ディターリア（イタリア語: Isola del Gran Sasso d'Italia）は、イタリア共和国アブルッツォ州テーラモ県にある、人口約4,700人の基礎自治体（コムーネ）。

## 地理

### 位置・広がり

#### 隣接コムーネ
隣接するコムーネは以下の通り。
- カラーショ (AQ)
- カラペッレ・カルヴィージオ (AQ)
- カステル・カスターニャ
- カステッリ
- カステルヴェッキオ・カルヴィージオ (AQ)
- コッレダーラ
- ファーノ・アドリアーノ
- ラークイラ (AQ)
- ピエトラカメーラ
- サント・ステーファノ・ディ・セッサーニオ (AQ)
- トッシーチャ

## 行政

### 分離集落
イーゾラ・デル・グラン・サッソ・ディターリアには、以下の分離集落（フラツィオーネ）がある。
- Capsano, Casale San Nicola, Cerchiara, Ceriseto, Collalto-Frisoni, Colliberti, Fano a Corno, Forca di Valle, Pretara, San Gabriele dell'Addolorata, San Giovanni, San Massimo, San Pietro, Tembrietta, Trignano